# A Washington Huskies nőikosárlabda-csapata
A Washington Huskies nőikosárlabda-csapata a Pac-12 Conference tagjaként az NCAA I-es divíziójában képviseli a Washingtoni Egyetemet. A csapat vezetőedzője Tina Langley.

## NCAA-bajnokságok eredményei
| Év   | Csoport | Kör                   | Ellenfél                     | Eredmény |
| ---- | ------- | --------------------- | ---------------------------- | -------- |
| 1985 | #3      | First Round           | UCLA Bruins                  | 62–78    |
| 1986 | #7      | First Round           | North Texas State Eagles     | 69–54    |
| 1986 | #7      | Second Round          | Louisiana Tech Bulldogs      | 54–79    |
| 1987 | #8      | First Round           | New Mexico State Aggies      | 86–73    |
| 1987 | #8      | Second Round          | Long Beach State Beach       | 57–72    |
| 1988 | #3      | Second Round          | New Mexico State Aggies      | 99–74    |
| 1988 | #3      | Sweet Sixteen         | Long Beach State Beach       | 78–104   |
| 1989 | #5      | First Round           | Hawaii Rainbow Wahine        | 87–79    |
| 1989 | #5      | Second Round          | Steven F. Austin Lumberjacks | 63–73    |
| 1990 | #1      | Second Round          | DePaul Blue Demons           | 77–68    |
| 1990 | #1      | Sweet Sixteen         | South Carolina Gamecocks     | 73–61    |
| 1990 | #1      | Elite Eight           | Auburn Tigers                | 50–76    |
| 1991 | #3      | Second Round          | Iowa Hawkeyes                | 70–53    |
| 1991 | #3      | Sweet Sixteenarkansas | Stanford Cardinal            | 47–73    |
| 1993 | #7      | First Round           | Montana State Bobcats        | 80–51    |
| 1993 | #7      | Second Round          | Texas Tech Red Raiders       | 64–70    |
| 1994 | #8      | First Round           | Boise State Broncos          | 89–61    |
| 1994 | #8      | Second Round          | Purdue Boilermakers          | 59–86    |
| 1995 | #3      | First Round           | Ohio State Buckeyes          | 73–57    |
| 1995 | #3      | Second Round          | Arkansas Razorbacks          | 54–50    |
| 1995 | #3      | Sweet Sixteen         | Texas Tech Red Raiders       | 52–67    |
| 1997 | #11     | First Round           | Vanderbilt Commodores        | 62–74    |
| 1998 | #13     | First Round           | Purdue Boilermakers          | 71–88    |
| 2001 | #6      | First Round           | Old Dominion Monarchs        | 67–65    |
| 2001 | #6      | Second Round          | Florida Gators               | 86–75    |
| 2001 | #6      | Sweet Sixteen         | Oklahoma Sooners             | 84–67    |
| 2001 | #6      | Elite Eight           | Missouri State Bears         | 87–104   |
| 2003 | #9      | First Round           | Wisconsin–Green Bay Phoenix  | 65–78    |
| 2006 | #9      | First Round           | Minnesota Golden Gophers     | 73–69    |
| 2006 | #9      | Second Round          | LSU Tigers                   | 49–72    |
| 2007 | #11     | First Round           | Iowa State Cyclones          | 60–79    |
| 2015 | #6      | First Round           | Miami RedHawks               | 80–86    |
| 2016 | #7      | First Round           | Penn Quakers                 | 65–53    |
| 2016 | #7      | Second Round          | Maryland Terrapins           | 74–65    |
| 2016 | #7      | Sweet Sixteen         | Kentucky Wildcats            | 85–72    |
| 2016 | #7      | Elite Eight           | Stanford Cardinal            | 85–76    |
| 2016 | #7      | Final Four            | Syracuse Orange              | 59–80    |
| 2017 | #3      | First Round           | Montana State Bobcats        | 91–63    |
| 2017 | #3      | Second Round          | Oklahoma Sooners             | 108–82   |
| 2017 | #3      | Sweet Sixteen         | Mississippi State Bulldogs   | 64–75    |

## Eredmények szezononként
| Szezon | Eredmények                                          | Eredmények                                          | Helyezés                                            | Továbbjutás                                         | Értékelés                                           | Értékelés                                           |
| Szezon | Összesített                                         | Konferencia                                         | Helyezés                                            | Továbbjutás                                         | Coaches Poll                                        | AP Poll                                             |
| Vezetőedző: Christine Burkhart (Független, 1974–75)                                                        | Vezetőedző: Christine Burkhart (Független, 1974–75) | Vezetőedző: Christine Burkhart (Független, 1974–75) | Vezetőedző: Christine Burkhart (Független, 1974–75) | Vezetőedző: Christine Burkhart (Független, 1974–75) | Vezetőedző: Christine Burkhart (Független, 1974–75) | Vezetőedző: Christine Burkhart (Független, 1974–75) |
| --- | --------------------------------------------------- | --------------------------------------------------- | --------------------------------------------------- | --------------------------------------------------- | --------------------------------------------------- | --------------------------------------------------- |
| 1974–75 | 11–11                                               | –                                                   | –                                                   | NCWSA                                               | –                                                   | –                                                   |
| Eredmény:                                                                                                  | 11–11                                               | –                                                   | –                                                   | –                                                   | –                                                   | –                                                   |
| Vezetőedző: Kathy Neir (Független/NWBL, 1975–79)                                                           |                                                     |                                                     |                                                     |                                                     |                                                     |                                                     |
| 1975–76 | 17–11                                               | –                                                   | –                                                   | NCWSA                                               | –                                                   | –                                                   |
| 1976–77 | 22–4                                                | –                                                   | –                                                   | NCWSA                                               | –                                                   | –                                                   |
| 1977–78 | 26–5                                                | 12–1                                                | 1.                                                  | AIAW                                                | –                                                   | –                                                   |
| 1978–79 | 17–11                                               | 4–8                                                 | 4.                                                  | –                                                   | –                                                   | –                                                   |
| Eredmény:                                                                                                  | 82–31                                               | 16–9                                                | –                                                   | –                                                   | –                                                   | –                                                   |
| Vezetőedző: Pat Dobratz (Független/NWBL, 1979–80)                                                          |                                                     |                                                     |                                                     |                                                     |                                                     |                                                     |
| 1979–80 | 14–14                                               | 5–8                                                 | 3.                                                  | –                                                   | –                                                   | –                                                   |
| Eredmény:                                                                                                  | 14–14                                               | 5–8                                                 | –                                                   | –                                                   | –                                                   | –                                                   |
| Vezetőedző: Sue Kruzewski (Független/NWBL/NorPac, 1980–83)                                                 |                                                     |                                                     |                                                     |                                                     |                                                     |                                                     |
| 1980–81 | 19–12                                               | 6–5                                                 | 3.                                                  | AIAW                                                | –                                                   | –                                                   |
| 1981–82 | 16–10                                               | 0–4                                                 | 3.                                                  | –                                                   | –                                                   | –                                                   |
| 1982–83 | 15–12                                               | 7–5                                                 | 4.                                                  | –                                                   | –                                                   | –                                                   |
| Eredmény:                                                                                                  | 50–34                                               | 13–14                                               | –                                                   | –                                                   | –                                                   | –                                                   |
| Vezetőedző: Joyce Sake (NorPac, 1983–85)                                                                   |                                                     |                                                     |                                                     |                                                     |                                                     |                                                     |
| 1983–84 | 17–8                                                | 8–4                                                 | 4.                                                  | –                                                   | –                                                   | –                                                   |
| 1984–85 | 26–2                                                | 11–0                                                | 1.                                                  | NCAA                                                | –                                                   | 11.                                                 |
| Eredmény:                                                                                                  | 43–10                                               | 19–4                                                | –                                                   | –                                                   | –                                                   | –                                                   |
| Vezetőedző: Chris Gobrecht (NorPac/Pac-10, 1985–96)                                                        |                                                     |                                                     |                                                     |                                                     |                                                     |                                                     |
| 1985–86 | 24–6                                                | 11–2                                                | 1.                                                  | NCAA                                                | –                                                   | –                                                   |
| 1986–87 | 23–7                                                | 14–4                                                | 2.                                                  | NCAA                                                | 18                                                  | 20                                                  |
| 1987–88 | 25–5                                                | 16–2                                                | 1.                                                  | NCAA                                                | 16                                                  | 11                                                  |
| 1988–89 | 23–10                                               | 15–3                                                | 2.                                                  | NCAA                                                | –                                                   | –                                                   |
| 1989–90 | 28–3                                                | 17–1                                                | T–1.                                                | NCAA                                                | 7                                                   | 3                                                   |
| 1990–91 | 24–5                                                | 15–3                                                | 2.                                                  | NCAA                                                | 13                                                  | 12                                                  |
| 1991–92 | 17–11                                               | 9–9                                                 | 6.                                                  | –                                                   | –                                                   | –                                                   |
| 1992–93 | 17–12                                               | 11–7                                                | 3.                                                  | NCAA                                                | –                                                   | –                                                   |
| 1993–94 | 21–8                                                | 12–6                                                | 4.                                                  | NCAA                                                | 21                                                  | 18                                                  |
| 1994-95 | 25–9                                                | 13–5                                                | 2.                                                  | NCAA                                                | 13                                                  | 14                                                  |
| 1995–96 | 16–13                                               | 10–8                                                | T–3.                                                | –                                                   | –                                                   | –                                                   |
| Eredmény:                                                                                                  | 243–89                                              | 143–50                                              | –                                                   | –                                                   | –                                                   | –                                                   |
| Vezetőedző: June Daugherty (Pac-10, 1996–2007)                                                             |                                                     |                                                     |                                                     |                                                     |                                                     |                                                     |
| 1996–97 | 17–11                                               | 14–6                                                | T–4.                                                | NCAA                                                | –                                                   | –                                                   |
| 1997–98 | 18–10                                               | 9–9                                                 | 5.                                                  | NCAA                                                | –                                                   | –                                                   |
| 1998–99 | 16–13                                               | 11–7                                                | 5.                                                  | NCAA                                                | –                                                   | –                                                   |
| 1999–2000                                                                                                  | 8–22                                                | 4–14                                                | 9.                                                  | –                                                   | –                                                   | –                                                   |
| 2000–01 | 22–10                                               | 12–6                                                | T–1.                                                | NCAA                                                | 14                                                  | –                                                   |
| 2001–02 | 19–12                                               | 12–6                                                | T–2.                                                | WNIT                                                | –                                                   | –                                                   |
| 2002–03 | 22–8                                                | 13–5                                                | T–2.                                                | NCAA                                                | –                                                   | –                                                   |
| 2003–04 | 18–13                                               | 9–9                                                 | 6.                                                  | WNIT                                                | –                                                   | –                                                   |
| 2004–05 | 14–16                                               | 9–9                                                 | 7.                                                  | –                                                   | –                                                   | –                                                   |
| 2005–06 | 19–11                                               | 11–7                                                | 4.                                                  | NCAA                                                | –                                                   | –                                                   |
| 2006–07 | 18–13                                               | 11–7                                                | 4.                                                  | NCAA                                                | –                                                   | –                                                   |
| Eredmény:                                                                                                  | 191–139                                             | 113–85                                              | –                                                   | –                                                   | –                                                   | –                                                   |
| Vezetőedző: Tia Jackson (Pac-10, 2007–11)                                                                  |                                                     |                                                     |                                                     |                                                     |                                                     |                                                     |
| 2007–08 | 13–18                                               | 8–10                                                | 6.                                                  | –                                                   | –                                                   | –                                                   |
| 2008–09 | 8–22                                                | 3–15                                                | 10.                                                 | –                                                   | –                                                   | –                                                   |
| 2009–10 | 13–18                                               | 7–11                                                | T–6.                                                | WBI                                                 | –                                                   | –                                                   |
| 2010–11 | 11–7                                                | 6–12                                                | 7.                                                  | –                                                   | –                                                   | –                                                   |
| Eredmény:                                                                                                  | 45–78                                               | 24–48                                               | –                                                   | –                                                   | –                                                   | –                                                   |
| Vezetőedző: Kevin McGuff (Pac-12, 2011–13)                                                                 |                                                     |                                                     |                                                     |                                                     |                                                     |                                                     |
| 2011–12 | 20–14                                               | 8–10                                                | 7.                                                  | WNIT                                                | –                                                   | –                                                   |
| 2012–13 | 21–12                                               | 11–8                                                | 5.                                                  | WNIT                                                | –                                                   | –                                                   |
| Eredmény:                                                                                                  | 41–26                                               | 19–18                                               | –                                                   | –                                                   | –                                                   | –                                                   |
| Vezetőedző: Mike Neighbors (Pac-12, 2013–17)                                                               |                                                     |                                                     |                                                     |                                                     |                                                     |                                                     |
| 2013–14 | 20–14                                               | 10–8                                                | 6.                                                  | WNIT                                                | –                                                   | –                                                   |
| 2014–15 | 23–10                                               | 11–7                                                | 6.                                                  | WNIT                                                | –                                                   | –                                                   |
| 2015–16 | 26–11                                               | 11–7                                                | 5.                                                  | NCAA                                                | 8                                                   | RV                                                  |
| 2016–17 | 29–6                                                | 15–3                                                | T–2.                                                | NCAA                                                | 11                                                  | 12                                                  |
| Eredmény:                                                                                                  | 98–41                                               | 47–25                                               | –                                                   | –                                                   | –                                                   | –                                                   |
| Vezetőedző: Jody Wynn (Pac-12, 2017–21)                                                                    |                                                     |                                                     |                                                     |                                                     |                                                     |                                                     |
| 2017—18 | 7–23                                                | 1–17                                                | 11.                                                 | –                                                   | –                                                   | –                                                   |
| 2018–19 | 11–21                                               | 2–15                                                | 11.                                                 | –                                                   | –                                                   | –                                                   |
| 2019–20 | 13–16                                               | 5–13                                                | T–9.                                                | –                                                   | –                                                   | –                                                   |
| 2020–21 | 7–13                                                | 3–13                                                | 11.                                                 | –                                                   | –                                                   | –                                                   |
| Eredmény:                                                                                                  | 25–57                                               | 6–45                                                | –                                                   | –                                                   | –                                                   | –                                                   |
| Összesen:                                                                                                  | 832–499                                             | –                                                   | –                                                   | –                                                   | –                                                   | –                                                   |
| Jelmagyarázat: Konferenciaszezon-bajnok Konferenciaszezon- és konferenciatorna-bajnok Divíziószezon-bajnok |                                                     |                                                     |                                                     |                                                     |                                                     |                                                     |